# Summer World University Games 2025/Teilnehmer (Mongolei)
| Gelbes Symbol für Goldmedaillen mit stilisierten Olympischen Ringen | Graues Symbol für Silbermedaillen mit stilisierten Olympischen Ringen | Braundes Symbol für Bronzemedaillen mit stilisierten Olympischen Ringen |
| ------------------------------------------------------------------- | --------------------------------------------------------------------- | ----------------------------------------------------------------------- |
| —                                                                   | —                                                                     | 1                                                                       |

Die Mongolei nimmt an den Summer World University Games 2025 vom 16. bis zum 27. Juli mit 62 Athleten (30 Männer und 32 Frauen) teil.

## Medaillen

### Medaillenspiegel
| Rang   | Sportart | Gold | Silber | Bronze | Gesamt |
| ------ | -------- | ---- | ------ | ------ | ------ |
| 1      | Judo     | –    | –      | 1      | 1      |
| Gesamt | Gesamt   | 0    | 0      | 1      | 1      |

### Medaillengewinner
| Name/n                 | Sportart | Wettkampf                      |
| ---------------------- | -------- | ------------------------------ |
| Bronze                 |          |                                |
| Tumenjargal Tuvshintur | Judo     | Superleichtgewicht (bis 60 kg) |

## Teilnehmer nach Sportarten

### 3×3-Basketball
| Wettbewerb      | Frauen                                                                            | Männer                                                                        |
| --------------- | --------------------------------------------------------------------------------- | ----------------------------------------------------------------------------- |
| Athleten        | Enkhsolongo Ganbat Solongo Altantuya Namuunaa Altantugs Javzandulam Lkhagva-Ochir | Baasandorj Munkhtur Avirmed Lhagvaa Altangerel Batsaikhan CHinguun Uuganbayar |
| Gruppenphase    |                                                                                   |                                                                               |
| Play-in         |                                                                                   |                                                                               |
| Viertelfinale   |                                                                                   |                                                                               |
| Halbfinale      |                                                                                   |                                                                               |
| Finale          |                                                                                   |                                                                               |
| Spiel um Bronze |                                                                                   |                                                                               |
| Rang            |                                                                                   |                                                                               |

### Bogenschießen
| Athleten                                                       | Wettbewerb          | Qualifikation | Qualifikation | 1. Runde | 1. Runde | 2. Runde | 2. Runde | Achtelfinale | Achtelfinale | Viertelfinale | Viertelfinale | Halbfinale | Halbfinale | Finale/Platz 3 | Finale/Platz 3 | Rang |
| Athleten                                                       | Wettbewerb          | Ringe         | Rang          | Gegner   | Ergebnis | Gegner   | Ergebnis | Gegner       | Ergebnis     | Gegner        | Ergebnis      | Gegner     | Ergebnis   | Gegner         | Ergebnis       | Rang |
| -------------------------------------------------------------- | ------------------- | ------------- | ------------- | -------- | -------- | -------- | -------- | ------------ | ------------ | ------------- | ------------- | ---------- | ---------- | -------------- | -------------- | ---- |
| Männer                                                         |                     |               |               |          |          |          |          |              |              |               |               |            |            |                |                |      |
| Tsogtbayar Tsenguun                                            | Recurvebogen Einzel |               |               |          |          |          |          |              |              |               |               |            |            |                |                |      |
| Bat-Amar Altanpurev                                            | Recurvebogen Einzel |               |               |          |          |          |          |              |              |               |               |            |            |                |                |      |
| Enkhbayar Munkh-Erdene                                         | Recurvebogen Einzel |               |               |          |          |          |          |              |              |               |               |            |            |                |                |      |
| Bat-Amar Altanpurev Enkhbayar Munkh-Erdene Tsogtbayar Tsenguun | Mannschaft          |               |               |          |          |          |          |              |              |               |               |            |            |                |                |      |

### Fechten
| Athleten                                                      | Wettbewerb       | Gruppenphase | Gruppenphase | 1. Runde | 1. Runde | 2. Runde | 2. Runde | 3. Runde | 3. Runde | Achtelfinale | Achtelfinale | Viertelfinale | Viertelfinale | Halbfinale | Halbfinale | Finale | Finale | Rang |
| Athleten                                                      | Wettbewerb       | Bilanz       | Rang         | Gegner   | Erg.     | Gegner   | Erg.     | Gegner   | Erg.     | Gegner       | Erg.         | Gegner        | Erg.          | Gegner     | Erg.       | Gegner | Erg.   | Rang |
| ------------------------------------------------------------- | ---------------- | ------------ | ------------ | -------- | -------- | -------- | -------- | -------- | -------- | ------------ | ------------ | ------------- | ------------- | ---------- | ---------- | ------ | ------ | ---- |
| Männer                                                        |                  |              |              |          |          |          |          |          |          |              |              |               |               |            |            |        |        |      |
| Sumiyabaldan Gonchigbal                                       | Degen Einzel     |              |              |          |          |          |          |          |          |              |              |               |               |            |            |        |        |      |
| Khuslen Myagmar                                               | Degen Einzel     |              |              |          |          |          |          |          |          |              |              |               |               |            |            |        |        |      |
| Munkhkhasar Ulaankhuu                                         | Degen Einzel     |              |              |          |          |          |          |          |          |              |              |               |               |            |            |        |        |      |
| Sumiyabaldan Gonchigbal Khuslen Myagmar Munkhkhasar Ulaankhuu | Degen Mannschaft |              |              |          |          |          |          |          |          |              |              |               |               |            |            |        |        |      |

### Judo
| Athleten | Wettbewerb       | 1. Runde | 1. Runde | Achtelfinale | Achtelfinale | Viertelfinale | Viertelfinale | Halbfinale/Trostrunde | Halbfinale/Trostrunde | Finale/Platz 3 | Finale/Platz 3 | Rang   |
| Athleten | Wettbewerb       | Gegner   | Ergebnis | Gegner       | Ergebnis     | Gegner        | Ergebnis      | Gegner                | Ergebnis              | Gegner         | Ergebnis       | Rang   |
| --- | ---------------- | -------- | -------- | ------------ | ------------ | ------------- | ------------- | --------------------- | --------------------- | -------------- | -------------- | ------ |
| Frauen |                  |          |          |              |              |               |               |                       |                       |                |                |        |
| Gunjinlkham Sarantuya | Klasse bis 48 kg |          |          |              |              |               |               |                       |                       |                |                |        |
| Sarantuya Delgersaikhan | Klasse bis 52 kg |          |          |              |              |               |               |                       |                       |                |                |        |
| Tegshjargal Tsogjargal | Klasse bis 57 kg |          |          |              |              |               |               |                       |                       |                |                |        |
| Munkhtuya Ganbat | Klasse bis 63 kg |          |          |              |              |               |               |                       |                       |                |                |        |
| Enkhjargal Ganbayar | Klasse bis 70 kg |          |          |              |              |               |               |                       |                       |                |                |        |
| Männer |                  |          |          |              |              |               |               |                       |                       |                |                |        |
| Tumenjargal Tuvshintur | Klasse bis 60 kg |          |          |              |              |               |               |                       |                       |                |                | Bronze |
| Turbold Tumurkhuu | Klasse bis 66 kg |          |          |              |              |               |               |                       |                       |                |                |        |
| Shinetulga Badrakh | Klasse bis 73 kg |          |          |              |              |               |               |                       |                       |                |                |        |
| Khishigjargal Batbayar | Klasse bis 81 kg |          |          |              |              |               |               |                       |                       |                |                |        |
| Altangerel Batdorj | Klasse bis 90 kg |          |          |              |              |               |               |                       |                       |                |                |        |
| Mixed |                  |          |          |              |              |               |               |                       |                       |                |                |        |
| Altangerel Batdorj Tegshjargal Tsogjargal Munkhtuya Ganbat Khishigjargal Batbayar Gunjinlkham Sarantuya Sarantuya Delgersaikhan Enkhjargal Ganbayar Tumenjargal Tuvshintur Turbold Tumurkhuu | Mannschaft       |          |          |              |              |               |               |                       |                       |                |                |        |

### Schwimmen
| Athleten             | Wettbewerb          | Vorlauf | Vorlauf | Halbfinale | Halbfinale | Finale | Finale | Rang |
| Athleten             | Wettbewerb          | Zeit    | Rang    | Zeit       | Rang       | Zeit   | Rang   | Rang |
| -------------------- | ------------------- | ------- | ------- | ---------- | ---------- | ------ | ------ | ---- |
| Frauen               |                     |         |         |            |            |        |        |      |
| Altjin Amgalan       | 50 m Brust          |         |         |            |            |        |        |      |
| Altjin Amgalan       | 50 m Freistil       |         |         |            |            |        |        |      |
| Altjin Amgalan       | 100 m Freistil      |         |         |            |            |        |        |      |
| Erkhes Gansuld       | 50 m Schmetterling  |         |         |            |            |        |        |      |
| Erkhes Gansuld       | 100 m Schmetterling |         |         |            |            |        |        |      |
| Oyun-erdene Jadambaa | 50 m Freistil       |         |         |            |            |        |        |      |
| Männer               |                     |         |         |            |            |        |        |      |
| Tamir Rentsendorj    | 50 m Freistil       |         |         |            |            |        |        |      |
| Enkhtamir Batbayar   | 50 m Freistil       |         |         |            |            |        |        |      |
| Enkhtamir Batbayar   | 100 m Freistil      |         |         |            |            |        |        |      |
| Enkhtamir Batbayar   | 200 m Freistil      |         |         |            |            |        |        |      |
| Beldudei Uyanga      | 50 m Schmetterling  |         |         |            |            |        |        |      |
| Beldudei Uyanga      | 100 m Schmetterling |         |         |            |            |        |        |      |
| Beldudei Uyanga      | 200 m Schmetterling |         |         |            |            |        |        |      |
| Anar Batsaikhan      | 50 m Schmetterling  |         |         |            |            |        |        |      |
| Khangal Bayartsengel | 50 m Brust          |         |         |            |            |        |        |      |
| Khangal Bayartsengel | 100 m Brust         |         |         |            |            |        |        |      |
| Gunbileg Tsevegsuren | 50 m Brust          |         |         |            |            |        |        |      |
| Gunbileg Tsevegsuren | 100 m Brust         |         |         |            |            |        |        |      |
| Gunbileg Tsevegsuren | 200 m Brust         |         |         |            |            |        |        |      |
| Tselmeg Khash-Erdene | 100 m Rücken        |         |         |            |            |        |        |      |
| Tselmeg Khash-Erdene | 200 m Rücken        |         |         |            |            |        |        |      |
| Tselmeg Khash-Erdene | 400 m Lagen         |         |         |            |            |        |        |      |

### Taekwondo
| Athleten                                                       | Wettbewerb         | Achtelfinale | Achtelfinale | Viertelfinale | Viertelfinale | Hoffnungsrunde Halbfinale | Hoffnungsrunde Halbfinale | Halbfinale | Halbfinale | Hoffnungsrunde Finale | Hoffnungsrunde Finale | Finale | Finale   | Rang |
| Athleten                                                       | Wettbewerb         | Gegner       | Ergebnis     | Gegner        | Ergebnis      | Gegner                    | Ergebnis                  | Gegner     | Ergebnis   | Gegner                | Ergebnis              | Gegner | Ergebnis | Rang |
| -------------------------------------------------------------- | ------------------ | ------------ | ------------ | ------------- | ------------- | ------------------------- | ------------------------- | ---------- | ---------- | --------------------- | --------------------- | ------ | -------- | ---- |
| Frauen                                                         |                    |              |              |               |               |                           |                           |            |            |                       |                       |        |          |      |
| Unu-enkh Gan-Erdene                                            | Poomsae Einzel     |              |              |               |               |                           |                           |            |            |                       |                       |        |          |      |
| Byambajargal Khishigbaatar Unu-enkh Gan-Erdene Kamal Tsagaadai | Poomsae Mannschaft |              |              |               |               |                           |                           |            |            |                       |                       |        |          |      |
| Männer                                                         |                    |              |              |               |               |                           |                           |            |            |                       |                       |        |          |      |
| Bilguun-orshikh Dagvasambuu                                    | Poomsae Einzel     |              |              |               |               |                           |                           |            |            |                       |                       |        |          |      |
| Enkhbayar Gantulga                                             | Kyorugi bis 58 kg  |              |              |               |               |                           |                           |            |            |                       |                       |        |          |      |
| Chinzorig Dashdavaa                                            | Kyorugi bis 63 kg  |              |              |               |               |                           |                           |            |            |                       |                       |        |          |      |
| Mixed                                                          |                    |              |              |               |               |                           |                           |            |            |                       |                       |        |          |      |
| Bilguun-orshikh Dagvasambuu Badam Lkhagva                      | Poomsae Paar       |              |              |               |               |                           |                           |            |            |                       |                       |        |          |      |

### Tennis
| Athleten        | Wettbewerb | Letzte 128 | Letzte 128 | Letzte 64          | Letzte 64 | Letzte 32     | Letzte 32     | Achtelfinale  | Achtelfinale  | Viertelfinale | Viertelfinale | Halbfinale    | Halbfinale    | Finale / Platz 3 | Finale / Platz 3 | Rang          |
| Athleten        | Wettbewerb | Gegner     | Ergebnis   | Gegner             | Ergebnis  | Gegner        | Ergebnis      | Gegner        | Ergebnis      | Gegner        | Ergebnis      | Gegner        | Ergebnis      | Gegner           | Ergebnis         | Rang          |
| --------------- | ---------- | ---------- | ---------- | ------------------ | --------- | ------------- | ------------- | ------------- | ------------- | ------------- | ------------- | ------------- | ------------- | ---------------- | ---------------- | ------------- |
| Männer          |            |            |            |                    |           |               |               |               |               |               |               |               |               |                  |                  |               |
| Tamir Ankhbayar | Einzel     | Freilos    | Freilos    | Mohammed al-Riqeeq | 0:2       | ausgeschieden | ausgeschieden | ausgeschieden | ausgeschieden | ausgeschieden | ausgeschieden | ausgeschieden | ausgeschieden | ausgeschieden    | ausgeschieden    | ausgeschieden |

### Tischtennis
| Athleten                                                                              | Wettbewerb | Gruppenphase  | Gruppenphase | Achtelfinale | Achtelfinale | Viertelfinale | Viertelfinale | Halbfinale | Halbfinale | Finale / Platz 3 | Finale / Platz 3 | Rang |
| Athleten                                                                              | Wettbewerb | Gegner        | Ergebnis     | Gegner       | Ergebnis     | Gegner        | Ergebnis      | Gegner     | Ergebnis   | Gegner           | Ergebnis         | Rang |
| ------------------------------------------------------------------------------------- | ---------- | ------------- | ------------ | ------------ | ------------ | ------------- | ------------- | ---------- | ---------- | ---------------- | ---------------- | ---- |
| Frauen                                                                                |            |               |              |              |              |               |               |            |            |                  |                  |      |
| Baljinnyam Uvgunburged                                                                | Einzel     |               |              |              |              |               |               |            |            |                  |                  |      |
| Namuunbaigali Erdene                                                                  | Einzel     |               |              |              |              |               |               |            |            |                  |                  |      |
| Egshiglen Bat-Erdene                                                                  | Einzel     |               |              |              |              |               |               |            |            |                  |                  |      |
| Bolor-erdene Batmunkh                                                                 | Einzel     |               |              |              |              |               |               |            |            |                  |                  |      |
| Egshiglen Bat-Erden Namuunbaigali Erdene                                              | Doppel     |               |              |              |              |               |               |            |            |                  |                  |      |
| Bolor-erdene Batmunkh Baljinnyam Uvgunburged                                          | Doppel     |               |              |              |              |               |               |            |            |                  |                  |      |
| Egshiglen Bat-Erden Bolor-erdene Batmunkh Namuunbaigali Erdene Baljinnyam Uvgunburged | Mannschaft |               |              |              |              |               |               |            |            |                  |                  |      |
| Männer                                                                                |            |               |              |              |              |               |               |            |            |                  |                  |      |
| Enkhmend Munkhbat                                                                     | Einzel     |               |              |              |              |               |               |            |            |                  |                  |      |
| Munkhtulga Chintugs                                                                   | Einzel     |               |              |              |              |               |               |            |            |                  |                  |      |
| Manlaijargal Munkh-Ochir                                                              | Einzel     |               |              |              |              |               |               |            |            |                  |                  |      |
| Temuulen Myandal                                                                      | Einzel     | Marco Garlini | 3:1          |              |              |               |               |            |            |                  |                  |      |
| Temuulen Myandal                                                                      | Einzel     | Juan Uribe    | 2:3          |              |              |               |               |            |            |                  |                  |      |
| Manlaijargal Munkh-Ochir Temuulen Myandal                                             | Doppel     |               |              |              |              |               |               |            |            |                  |                  |      |
| Munkhtulga Chintugs Enkhmend Munkhbat                                                 | Doppel     |               |              |              |              |               |               |            |            |                  |                  |      |
| Munkhtulga Chintugs Manlaijargal Munkh-Ochir Enkhmend Munkhbat Temuulen Myandal       | Mannschaft |               |              |              |              |               |               |            |            |                  |                  |      |
| Mixed                                                                                 |            |               |              |              |              |               |               |            |            |                  |                  |      |
| Bolor-erdene Batmunkh Temuulen Myandal                                                | Doppel     |               |              |              |              |               |               |            |            |                  |                  |      |
| Manlaijargal Munkh-Ochir Baljinnyam Uvgunburged                                       | Doppel     |               |              |              |              |               |               |            |            |                  |                  |      |

### Volleyball
| Wettbewerb             | Frauen |
| ---------------------- | --- |
| Athleten               | Suglegmaa Erdenebat Khulan Baatar Namjilmaa Damdinsuren Nergui Khosbayar Bayanjargal Jigjidkhorol Uelun Khurtsbaatar Anarmaa Tsogzolmaa Khulan Erdenebat Kuslen Enkhbold Anujin Dayandorj Enkhkhuslen Prevsuren Kongorjin Gunbar |
| Gruppenphase           | China 0:3 Deutschland 0:3 Argentinien 3:1 |
| Platzierungsrunde 9–16 | Indien 3:1 |
| Platzierungsrunde 9–12 | Vereinigte Staaten 0:3 |
| Spiel um Platz 11      | Frankreich 3:2 |
| Rang                   | 11 |